# Servicio de Agua Potable y Alcantarillado de Lima
El Servicio de Agua Potable y Alcantarillado de Lima, Sedapal S. A. (Sedapal), es una empresa estatal peruana creada en 1962. Brinda prestaciones de agua potable y alcantarillado al sector urbano de la ciudad de Lima. Sedapal gestiona el abastecimiento de agua potable del área metropolitana de Lima y Callao. El agua que suministra está tratada en La Atarjea en El Agustino, y abastece a más de nueve millones de habitantes de Lima.

## Historia

### Primeros años
El 21 de diciembre de 1578, llegó por primera vez el agua a la pila de la plaza Mayor. A partir de entonces, se usaron las aguas de los manantiales de La Atarjea. La población limeña se abastecía con pilones.
En 1855, un grupo de empresarios peruanos, con apoyo del presidente Ramón Castilla, organizaron una entidad comercial que cambió en Lima las tuberías de arcilla por las de fierro fundido.
Luego, esta entidad se transformó en la Empresa de Agua Potable, que administró el servicio hasta 1913. Ese año, se formó el Consejo Superior de Agua Potable de Lima, llamado luego Junta Municipal de Agua Potable de Lima.
En 1918, esta institución emprendió la construcción del reservorio de La Menacho (El Agustino) con aplicación de alúmina al agua y la ampliación de la red de distribución.
En 1920, se constituyó la Junta de Agua Potable de Lima y en ese mismo año, la Municipalidad de Lima entregó a The Foundation Company la administración del servicio de agua, pasando luego a la Dirección de Obras Públicas del Ministerio de Fomento.
En 1930, se formó la Superintendencia de Agua Potable de Lima, como dependencia del Ministerio de Fomento y Obras Públicas. También se construyó la primera Planta de Tratamiento de Agua, que entró en funcionamiento el 28 de julio de 1956.

### Siguientes años
El 8 de junio de 1962, se formó la Corporación de Saneamiento de Lima (Cosal). Esta es la fecha en que la empresa celebra su aniversario, al formarse la primera empresa pública de saneamiento con autonomía administrativa y financiera.
Siete años después, el 21 de marzo de 1969, se reestructuró Cosal y se formó la Empresa de Saneamiento de Lima (ESAL) como un organismo público descentralizado del Ministerio de Vivienda.
Es una  una empresa estatal de derecho privado, íntegramente de propiedad del Estado, constituida como Sociedad Anónima, resultado de la transformación de la Empresa de Servicio de Agua Potable y Alcantarillado de Lima (ESAL).
El 12 de junio de 1981, se creó el Servicio Nacional de Abastecimiento de Agua Potable y Alcantarillado (SENAPA) modificando la estructura y función de ESAL, constituyéndose el Servicio de Agua Potable y Alcantarillado de Lima (Sedapal) como empresa filial del Senapa. Por esos años absorbe las empresas municipales de agua del Callao y Ventanilla.
En 1992, Sedapal pasó a depender del Ministerio de la Presidencia como una empresa de propiedad del Estado, de derecho privado con autonomía técnica, administrativa, económica y financiera. En 2002, tras desactivarse el Ministerio de la Presidencia, Sedapal paso a depender del reactivado Ministerio de Vivienda, Construcción y Saneamiento, mientras se descartó su privatización.

### Actualidad
En los últimos años, Sedapal efectuó importantes obras que mejoraron el abastecimiento de agua para todos los pobladores de Lima y el Callao: se construyó la Bocatoma n.º 2, la segunda etapa de la Planta de Tratamiento de Agua Potable n.º 2, el estanque regulador n.º 2, 12 desarenadores, la Recarga Inducida del Acuífero del Rímac y el nuevo reservorio de agua tratada de 52 000 metros cúbicos de capacidad.
Además, se ejecutaron otras obras para mejorar el servicio de agua en Lima: Marca III, Aprovechamiento de las Aguas Superficiales y Subterráneas del río Chillón, la instalación de diez grandes redes matrices para mejorar el abastecimiento de agua.